# Маяк мыса Лукаут
Маяк мыса Лукаут (англ. Cape Lookout Lighthouse) — маяк на южной оконечности Внешних отмелей в Северной Каролине, стоит на мысе Лукаут. 8-й по высоте маяк страны.

## История

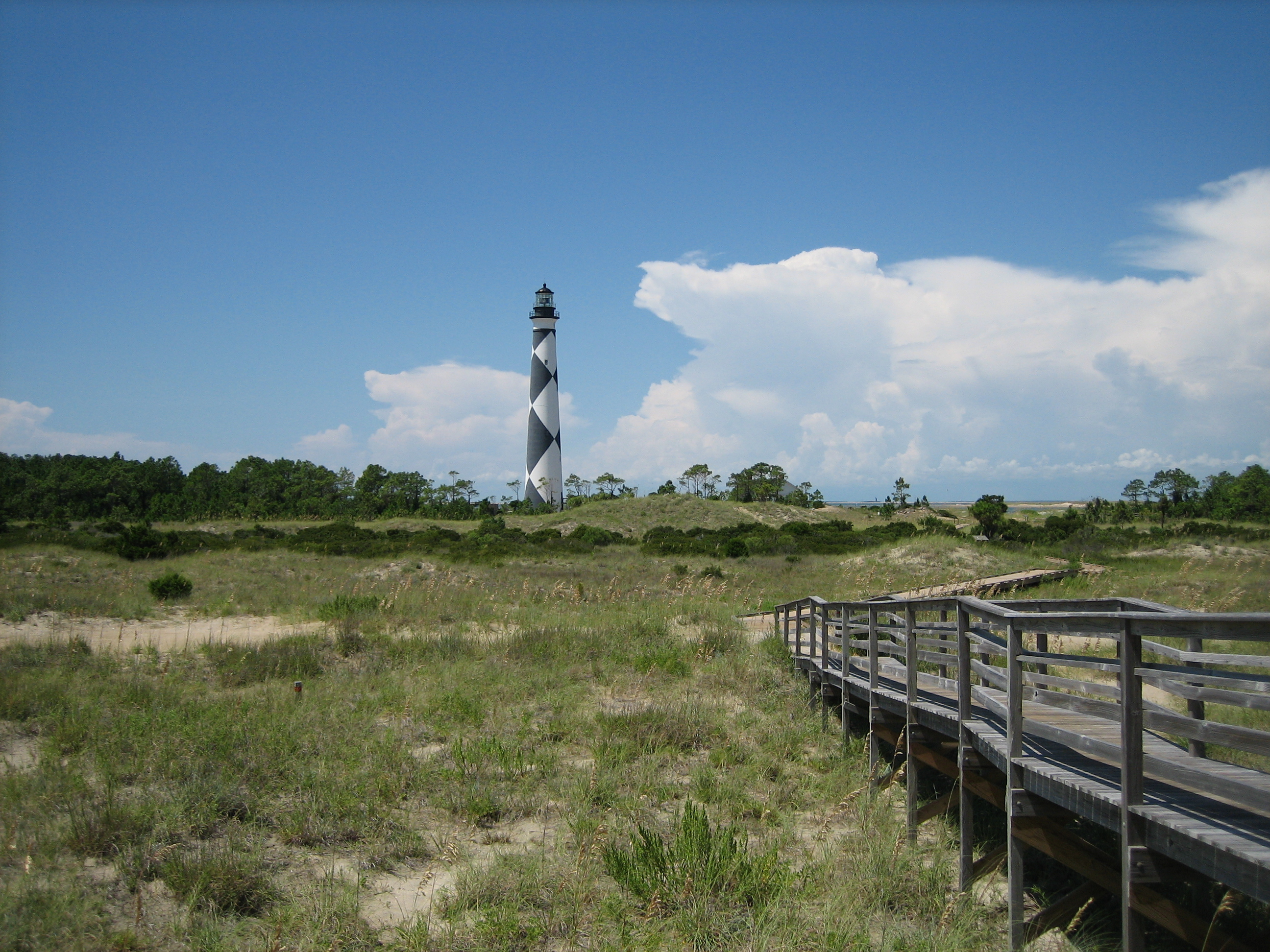
Вид на маяк со стороны пляжа (2007).

Первый маяк на этом месте был построен в 1812 году. Современное строение было завершено к 1859 году и было восстановлено после повреждений, вызванных Гражданской войной. Оно практически идентично маяку на острове Боди. Маяк был полностью автоматизирован в 1950 году.